# Sportvereinigung 07 Elversberg Saar 2012-2013
Questa voce raccoglie le informazioni riguardanti lo Sportvereinigung 07 Elversberg Saar nelle competizioni ufficiali della stagione 2012-2013.

## Stagione
Nella stagione 2012-2013 l'Elversberg, allenato da Jens Kiefer, concluse il campionato di Regionalliga sudovest al 2º posto. Negli spareggi promozione l'Elversberg fu eliminato nella fase a gironi.

## Rosa
| N. |                        | Ruolo | Calciatore         |
| -- | ---------------------- | ----- | ------------------ |
| 1  | Stati Uniti (bandiera) | P     | Kenneth Kronholm   |
| 2  | Germania (bandiera)    | C     | Alexander Buch     |
| 4  | Germania (bandiera)    | D     | Timo Wenzel        |
| 5  | Germania (bandiera)    | D     | Timo Helfrich      |
| 6  | Germania (bandiera)    | C     | Christoph Holste   |
| 7  | Germania (bandiera)    | C     | Thorsten Reiß      |
| 8  | Germania (bandiera)    | C     | Daniel Jungwirth   |
| 9  | Albania (bandiera)     | A     | Abedin Krasniqi    |
| 10 | Germania (bandiera)    | C     | Christian Grimm    |
| 11 | Germania (bandiera)    | C     | Marcel Schug       |
| 12 | Germania (bandiera)    | A     | Alfonso Marte      |
| 13 | Germania (bandiera)    | D     | Marc Groß          |
| 14 | Lussemburgo (bandiera) | A     | Maurice Deville    |
| 15 | Germania (bandiera)    | C     | André Mittermüller |

| N. |                        | Ruolo | Calciatore          |
| -- | ---------------------- | ----- | ------------------- |
| 16 | Germania (bandiera)    | D     | Lukas Olbrich       |
| 17 | Germania (bandiera)    | C     | Alexander Schmieden |
| 17 | Afghanistan (bandiera) | A     | Milad Salem         |
| 18 | Italia (bandiera)      | A     | Angelo Vaccaro      |
| 19 | Germania (bandiera)    | C     | Max Englert         |
| 21 | Germania (bandiera)    | P     | Daniel Kläs         |
| 21 | Germania (bandiera)    | P     | Tobias Rott         |
| 26 | Germania (bandiera)    | C     | Moussa Dansoko      |
| 27 | Germania (bandiera)    | A     | Kevin Feiersinger   |
| 32 | Germania (bandiera)    | D     | Lukas Billick       |
| 33 | Germania (bandiera)    | C     | Sebastian Wolf      |
| 37 | Germania (bandiera)    | C     | Marc Gallego        |
|    | Germania (bandiera)    | C     | Felix Wölflinger    |

## Organigramma societario
Area tecnica
- Allenatore: Jens Kiefer
- Allenatore in seconda: Pascal Bach
- Preparatore dei portieri: Volker Lefebre
- Preparatori atletici:
- Analisi video:

## Calciomercato

### Sessione estiva
| Acquisti | Acquisti            | Acquisti        | Acquisti |
| R.       | Nome                | da              | Modalità |
| -------- | ------------------- | --------------- | -------- |
| D        | Timo Helfrich       | Pirmasens       |          |
| A        | Kevin Feiersinger   | SVN Zweibrücken |          |
| A        | Milad Salem         | Wehen Wiesbaden |          |
| C        | Alexander Schmieden | Saarbrücken U19 |          |
| A        | Angelo Vaccaro      | Reutlingen      |          |
| D        | Timo Wenzel         | Kerkyra         |          |

| Cessioni | Cessioni          | Cessioni      | Cessioni |
| R.       | Nome              | a             | Modalità |
| -------- | ----------------- | ------------- | -------- |
| D        | Nicolas Fernandes | CSO Amnéville |          |
| D        | Pascal Pellowski  | Saarbrücken   |          |
| D        | Rene Schwall      | VfR Mannheim  |          |
| D        | Patrick Seidel    | Pirmasens     |          |

### Sessione invernale
| Acquisti | Acquisti       | Acquisti         | Acquisti |
| R.       | Nome           | da               | Modalità |
| -------- | -------------- | ---------------- | -------- |
| C        | Alexander Buch | Ismaning         |          |
| C        | Marc Gallego   | Waldhof Mannheim |          |

| Cessioni | Cessioni       | Cessioni | Cessioni |
| R.       | Nome           | a        | Modalità |
| -------- | -------------- | -------- | -------- |
| C        | Mefail Kadrija | Siegen   |          |

## Risultati

### Regionalliga

#### Girone di andata
| Arbitro: | Jöllenbeck |

|            |           |                              |
| Gündüz 10’ | Marcatori | 56’ (rig.) Krasniqi 61’ Wolf |

| 10 agosto 2012 2ª giornata |  | – turno di riposo |  |  |

| Arbitro: | Endriß |

|             |           |                                   |
| Franzin 46’ | Marcatori | 23’, 33’ Krasniqi 26’ Feiersinger |

| Arbitro: | Gittelmann |

|                                      |           |              |
| Feiersinger 3’ Krasniqi 7’, 12’, 78’ | Marcatori | 60’ Bouallal |

| Arbitro: | Wingenbach |

|           |           |              |
| Mayer 51’ | Marcatori | 33’ Krasniqi |

| Arbitro: | Bartsch |

|                           |           |  |
| Jungwirth 56’ Deville 85’ | Marcatori |  |

| Arbitro: | Schmitt |

|                                                                  |           |           |
| Krasniqi 31’ Grimm 32’ Feiersinger 33’, 47’ Wolf 52’ Kadrija 90’ | Marcatori | 71’ Lange |

| Arbitro: | Kühlmeyer |

|                                      |           |              |
| Wolfert 20’ Zellner 64’ Temeltaş 90’ | Marcatori | 88’ Helfrich |

| Arbitro: | Vonderschmidt |

|              |           |           |
| Krasniqi 61’ | Marcatori | 81’ Morys |

| Arbitro: | Wiatrek |

|                         |           |  |
| Treske 42’ Kaufmann 87’ | Marcatori |  |

| Arbitro: | Kampka |

|  |           |           |
|  | Marcatori | 32’ Grimm |

| Arbitro: | Gittelmann |

|                            |           |             |
| Feiersinger 22’ Wenzel 56’ | Marcatori | 27’ Karaman |

| Arbitro: | Drees |

|                         |           |             |
| Schug 11’ Jungwirth 87’ | Marcatori | 70’ Saccone |

| Arbitro: | Baitinger |

|            |           |                                     |
| Tedesco 6’ | Marcatori | 50’ Deville 63’ Grimm 90’ Jungwirth |

| Arbitro: | Reisert |

|                           |           |                                                    |
| Jungwirth 32’ Vaccaro 49’ | Marcatori | 4’, 23’ Daghfous 14’ Roßbach 58’ Jeffrey 67’ Röser |

| Arbitro: | Schmitt |

|  |           |          |
|  | Marcatori | 69’ Wolf |

| Arbitro: | Schmitt |

|                            |           |  |
| Jungwirth 24’ Krasniqi 43’ | Marcatori |  |

| Arbitro: | Kempkes |

|            |           |                       |
| Lamidi 73’ | Marcatori | 33’, 45’, 83’ Deville |

| Arbitro: | Jöllenbeck |

|          |           |  |
| Reiß 41’ | Marcatori |  |

#### Girone di ritorno
| 1º dicembre 2012 20ª giornata |  | – turno di riposo |  |  |

| Arbitro: | Weickenmeier |

|                                     |           |            |
| Schug 28’ Gallego 40’ Jungwirth 76’ | Marcatori | 84’ Gündüz |

| Arbitro: | Schlager |

|  |           |           |
|  | Marcatori | 23’ Čolak |

| Arbitro: | Petersen |

|  |           |               |
|  | Marcatori | 12’ Jungwirth |

| Arbitro: | Münch |

|  |           |              |
|  | Marcatori | 49’ Pinheiro |

| Arbitro: | Schmitt |

|  |           |                         |
|  | Marcatori | 16’ Deville 90’ Gallego |

| Arbitro: | Endriß |

|          |           |  |
| Kolb 70’ | Marcatori |  |

| Arbitro: | Wingenbach |

|                   |           |                          |
| Wenzel 69’ (rig.) | Marcatori | 64’, 77’ Dorow 90’ Jacob |

| Arbitro: | Zorn |

|  |           |                       |
|  | Marcatori | 60’ Salem 85’ Vaccaro |

| Arbitro: | Schütz |

|  |           |                      |
|  | Marcatori | 13’ Agro 39’ Seddiki |

| Arbitro: | Kampka |

|                            |           |                   |
| Jensen 16’ Gregoritsch 80’ | Marcatori | 52’, 68’ Krasniqi |

| Elversberg 13 aprile 2013, ore 14:00 CEST 31ª giornata | Elversberg | 0 – 0 referto | Eintracht Treviri | Waldstadion an der Keiserlinde (800 spett.)\| Arbitro: \| Christ \| |
| Arbitro:                                               | Christ     |               |                   |                                                                     |

| Arbitro: | Bartsch |

|                                               |           |          |
| Battaglia 17’ Saccone 68’ (rig.) Kadrijaj 90’ | Marcatori | 22’ Buch |

| Arbitro: | Vonderschmidt |

|            |           |            |
| Deville 9’ | Marcatori | 38’ Schulz |

| Arbitro: | Bischof |

|                            |           |           |
| Slišković 45’ Daghfous 73’ | Marcatori | 23’ Schug |

| Arbitro: | Gittelmann |

|                                 |           |                      |
| Deville 24’, 58’, 90’ Schug 54’ | Marcatori | 16’ Kilian 35’ Temür |

| Arbitro: | Jöllenbeck |

|           |           |                   |
| Modica 7’ | Marcatori | 29’, 56’ Krasniqi |

| Arbitro: | Fritsch |

|                       |           |  |
| Krasniqi 8’ Grimm 87’ | Marcatori |  |

| Arbitro: | Beck |

|                                                   |           |  |
| Steil 19’ (rig.) Toch 48’ Kaminski 52’ Sauter 84’ | Marcatori |  |

### Spareggi promozione
| Arbitro: | Unger |

|                                     |           |                    |
| Wenzel 12’ Krasniqi 24’ Deville 49’ | Marcatori | 3’ Maier 21’ Aygün |

| Arbitro: | Stegemann |

|           |           |              |
| Aygün 40’ | Marcatori | 84’ Krasniqi |

## Statistiche

### Statistiche di squadra
| Competizione          | Punti | In casa | In casa | In casa | In casa | In casa | In casa | In trasferta | In trasferta | In trasferta | In trasferta | In trasferta | In trasferta | Totale | Totale | Totale | Totale | Totale | Totale | DR  |
| Competizione          | Punti | G       | V       | N       | P       | Gf      | Gs      | G            | V            | N            | P            | Gf           | Gs           | G      | V      | N      | P      | Gf     | Gs     | DR  |
| --------------------- | ----- | ------- | ------- | ------- | ------- | ------- | ------- | ------------ | ------------ | ------------ | ------------ | ------------ | ------------ | ------ | ------ | ------ | ------ | ------ | ------ | --- |
| Regionalliga sudovest | 65    | 18      | 10      | 3       | 5       | 33      | 21      | 18           | 10           | 2            | 6            | 26           | 23           | 36     | 20     | 5      | 11     | 59     | 44     | +15 |
| Spareggi promozione   | -     | 1       | 1       | 0       | 0       | 3       | 2       | 1            | 0            | 1            | 0            | 1            | 1            | 2      | 1      | 1      | 0      | 4      | 3      | +1  |
| Totale                | 65    | 19      | 11      | 3       | 5       | 36      | 23      | 19           | 10           | 3            | 6            | 27           | 24           | 38     | 21     | 6      | 11     | 63     | 47     | +16 |

### Andamento in campionato
| Giornata  | 1 | 2 | 3 | 4 | 5 | 6 | 7 | 8 | 9 | 10 | 11 | 12 | 13 | 14 | 15 | 16 | 17 | 18 | 19 | 20 | 21 | 22 | 23 | 24 | 25 | 26 | 27 | 28 | 29 | 30 | 31 | 32 | 33 | 34 | 35 | 36 | 37 | 38 |
| --------- | - | - | - | - | - | - | - | - | - | -- | -- | -- | -- | -- | -- | -- | -- | -- | -- | -- | -- | -- | -- | -- | -- | -- | -- | -- | -- | -- | -- | -- | -- | -- | -- | -- | -- | -- |
| Luogo     | T |   | T | C | T | C | C | T | C | T  | T  | C  | C  | T  | C  | T  | C  | T  | C  |    | C  | C  | T  | C  | T  | T  | C  | T  | C  | T  | C  | T  | C  | T  | C  | T  | C  | T  |
| Risultato | V |   | V | V | N | V | V | P | N | P  | V  | V  | V  | V  | P  | V  | V  | V  | V  |    | V  | P  | V  | P  | V  | P  | P  | V  | P  | N  | N  | P  | N  | P  | V  | V  | V  | P  |
| Posizione | 5 | 8 | 3 | 2 | 2 | 2 | 1 | 3 | 3 | 3  | 2  | 1  | 1  | 1  | 2  | 2  | 1  | 1  | 1  | 1  | 1  | 1  | 1  | 1  | 1  | 1  | 1  | 1  | 1  | 1  | 1  | 2  | 2  | 2  | 2  | 2  | 2  | 2  |

Legenda:

Luogo: C = Casa; T = Trasferta. Risultato: V = Vittoria; N = Pareggio; P = Sconfitta.

### Statistiche dei giocatori
| Giocatore       | Spareggi promozione | Spareggi promozione | Spareggi promozione | Spareggi promozione | Regionalliga sudovest | Regionalliga sudovest | Regionalliga sudovest | Regionalliga sudovest | Totale   | Totale | Totale      | Totale     |
| Giocatore       | Presenze            | Reti                | Ammonizioni         | Espulsioni          | Presenze              | Reti                  | Ammonizioni           | Espulsioni            | Presenze | Reti   | Ammonizioni | Espulsioni |
| --------------- | ------------------- | ------------------- | ------------------- | ------------------- | --------------------- | --------------------- | --------------------- | --------------------- | -------- | ------ | ----------- | ---------- |
| L. Billick      | 2                   | 0                   | 2                   | 0                   | 35                    | 0                     | 6                     | 0                     | 37       | 0      | 8           | 0          |
| A. Buch         | 2                   | 0                   | 1                   | 0                   | 17                    | 1                     | 2                     | 0                     | 19       | 1      | 3           | 0          |
| M. Dansoko      | 0                   | 0                   | 0                   | 0                   | 9                     | 0                     | 0                     | 0                     | 9        | 0      | 0           | 0          |
| M. Deville      | 2                   | 1                   | 0                   | 0                   | 31                    | 10                    | 5                     | 0                     | 33       | 11     | 5           | 0          |
| M. Englert      | 0                   | 0                   | 0                   | 0                   | 2                     | 0                     | 0                     | 0                     | 2        | 0      | 0           | 0          |
| K. Feiersinger  | 0                   | 0                   | 0                   | 0                   | 13                    | 5                     | 2                     | 0                     | 13       | 5      | 2           | 0          |
| M. Gallego      | 2                   | 0                   | 0                   | 0                   | 17                    | 2                     | 6                     | 0                     | 19       | 2      | 6           | 0          |
| C. Grimm        | 2                   | 0                   | 1                   | 0                   | 33                    | 4                     | 2                     | 0                     | 35       | 4      | 3           | 0          |
| M. Groß         | 2                   | 0                   | 0                   | 0                   | 32                    | 0                     | 10                    | 0                     | 34       | 0      | 10          | 0          |
| T. Helfrich     | 1                   | 0                   | 0                   | 0                   | 16                    | 1                     | 1                     | 0                     | 17       | 1      | 1           | 0          |
| C. Holste       | 0                   | 0                   | 0                   | 0                   | 3                     | 0                     | 0                     | 0                     | 3        | 0      | 0           | 0          |
| D. Jungwirth    | 2                   | 0                   | 0                   | 0                   | 31                    | 7                     | 3                     | 1                     | 33       | 7      | 3           | 1          |
| M. Kadrija      | 0                   | 0                   | 0                   | 0                   | 1                     | 1                     | 0                     | 0                     | 1        | 1      | 0           | 0          |
| D. Kläs         | 0                   | 0                   | 0                   | 0                   | 1                     | 0                     | 0                     | 1                     | 1        | 0      | 0           | 1          |
| A. Krasniqi     | 2                   | 2                   | 1                   | 0                   | 34                    | 15                    | 4                     | 0                     | 36       | 17     | 5           | 0          |
| K. Kronholm     | 2                   | 0                   | 0                   | 0                   | 36                    | 0                     | 3                     | 0                     | 38       | 0      | 3           | 0          |
| A. Marte        | 0                   | 0                   | 0                   | 0                   | 3                     | 0                     | 0                     | 0                     | 3        | 0      | 0           | 0          |
| A. Mittermüller | 0                   | 0                   | 0                   | 0                   | 0                     | 0                     | 0                     | 0                     | 0        | 0      | 0           | 0          |
| L. Olbrich      | 0                   | 0                   | 0                   | 0                   | 4                     | 0                     | 0                     | 0                     | 4        | 0      | 0           | 0          |
| T. Reiß         | 2                   | 0                   | 1                   | 0                   | 33                    | 1                     | 14                    | 0                     | 35       | 1      | 15          | 0          |
| T. Rott         | 0                   | 0                   | 0                   | 0                   | 0                     | 0                     | 0                     | 0                     | 0        | 0      | 0           | 0          |
| M. Salem        | 2                   | 0                   | 0                   | 0                   | 27                    | 1                     | 1                     | 0                     | 29       | 1      | 1           | 0          |
| A. Schmieden    | 0                   | 0                   | 0                   | 0                   | 5                     | 0                     | 0                     | 0                     | 5        | 0      | 0           | 0          |
| M. Schug        | 2                   | 0                   | 1                   | 0                   | 34                    | 4                     | 4                     | 0                     | 36       | 4      | 5           | 0          |
| A. Vaccaro      | 1                   | 0                   | 1                   | 0                   | 21                    | 2                     | 3                     | 0                     | 22       | 2      | 4           | 0          |
| T. Wenzel       | 2                   | 1                   | 1                   | 0                   | 33                    | 2                     | 5                     | 0                     | 35       | 3      | 6           | 0          |
| S. Wolf         | 0                   | 0                   | 0                   | 0                   | 27                    | 3                     | 7                     | 0                     | 27       | 3      | 7           | 0          |
| F. Wölflinger   | 0                   | 0                   | 0                   | 0                   | 1                     | 0                     | 0                     | 0                     | 1        | 0      | 0           | 0          |